# Outono (José Malhoa)
Outono é um quadro do pintor português José Malhoa, pintado na Quinta da Fontinha, Figueiró dos Vinhos, pelo Outono de 1917, assinado e datado no início de 1918. Pintura a óleo sobre madeira, mede 46 cm de altura e 38 cm de largura.
O quadro está no Museu do Chiado de Lisboa.
Assinado e datado: José Malhoa,1918